# Alcobaça (Bahia)
Alcobaça é um município brasileiro no litoral e extremo sul do estado da Bahia, região Nordeste.
De acordo com historiadores, o nome do município é uma referência à cidade de Alcobaça, em Portugal, local de origem dos colonizadores que se estabeleceram na região.

## História

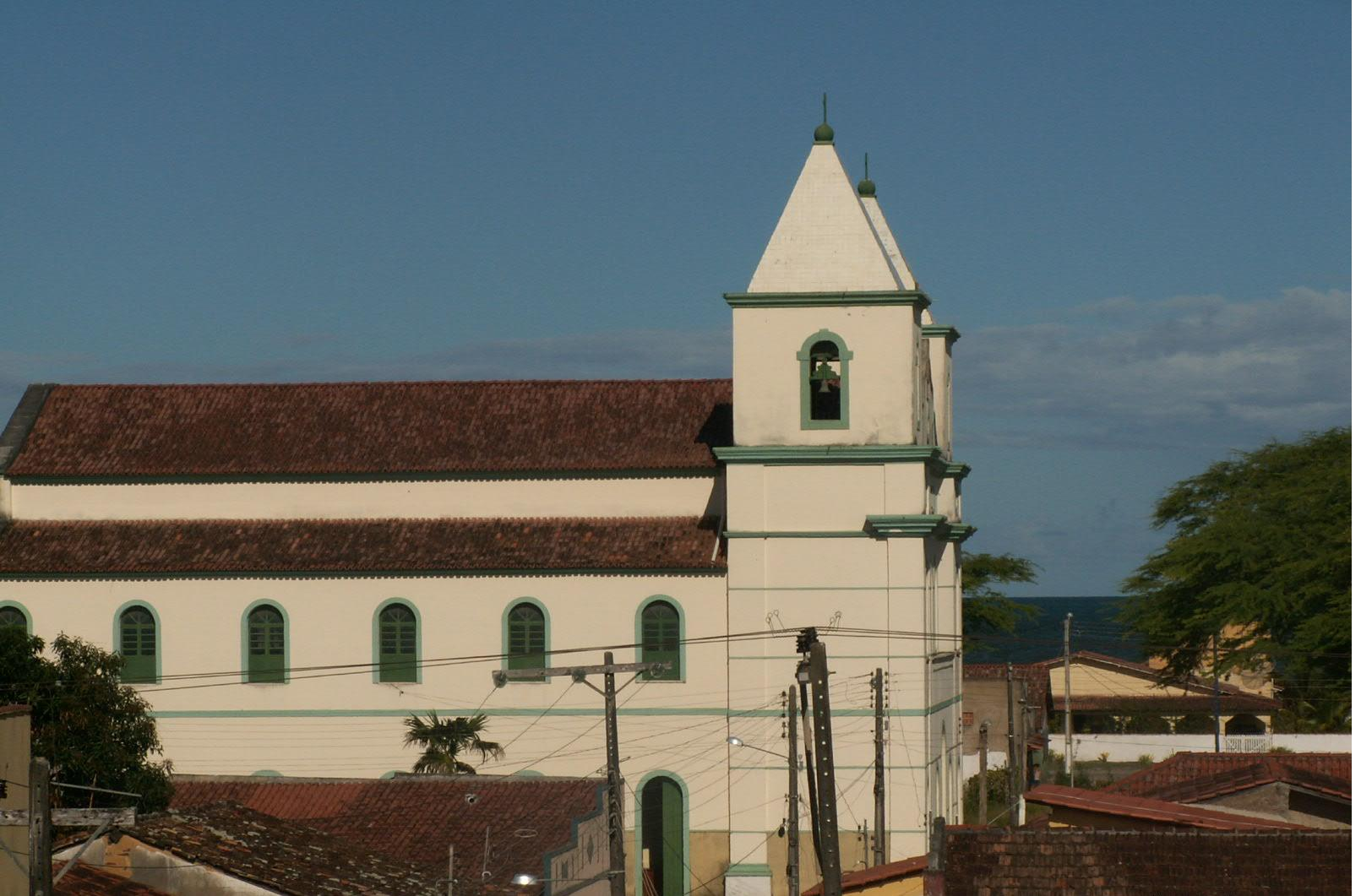
Vista lateral da Igreja Matriz de São Bernardo

O local onde hoje se encontra o município de Alcobaça pertencia a uma sesmaria (terra doada pelo governo, no Brasil Colônia, para fins de colonização) administrada pelo capitão Francisco Martins Pereira a partir de 1697. Localizada numa área com grande incidência de indígenas "selvagens", a antiga Vila de Alcobaça oferecia pouca segurança para seus moradores. Em compensação, porém, suas terras eram férteis e o rio Itanhém possibilitava acesso ao "sertão" (região afastada do litoral). Talvez por causa da fertilidade do terreno, a região começou a ser ocupada pelos primeiros homens brancos oriundos de Vila de Caravelas, por volta de 1747. Nessa época, segundo a tradição, os portugueses Antonio Gomes Pereira e Antonio Mendes, moradores da cidade vizinha de Caravelas, e provenientes da cidade medieval de Alcobaça, em Portugal, assentaram acampamento às margens do rio Itanhém com suas respectivas famílias. Em pouco tempo, surgiu ali um povoado com o nome de Arraial de Itanhém.
A cidade portuguesa de Alcobaça, do outro lado do oceano Atlântico (que é sede do concelho (município) de mesmo nome), está situada no distrito de Leiria, na sub-região Alta-Estremadura, a cerca de 100 km de Lisboa. Tem hoje aproximadamente 6 mil habitantes. É famosa por abrigar o Mosteiro de Santa Maria, fundado em 1178, onde estão localizados os túmulos do rei D. Pedro I (1320-1367) e da rainha d. Inês de Castro (1325?-1355), que foram protagonistas de uma lendária história de amor no século XIV.
O município tem origem em uma vila criada em 12 de novembro de 1772 pelo Ouvidor José Xavier Machado Monteiro no local denominado Arraial de Itanhém, situado às margens do Rio Itanhém, ao sul da Capitania de Porto Seguro (atual Microrregião Extremo Sul da Bahia).
Diferentemente do que foi publicado em diversos sites da internet e até mesmo em enciclopédias e livros, Alcobaça não foi fundada "através de Carta Régia de 1755". A chamada Carta Régia que teria dado origem a Alcobaça é, na verdade, um dos documentos importantes da História do Brasil no Século XVIII. Trata-se de documento de 3 de março de 1755, no qual El-Rey d. José I de Portugal manda criar a Capitania de São José do Rio Negro e dá instruções sobre a fundação de vilas na Colônia. Esta Carta Régia encontra-se reproduzida nos "Autos de Criação e Ereção da Nova Vila de Alcobaça, na Capitania de Porto Seguro", documento de 12 de novembro de 1772 que é o verdadeiro ponto de partida da história de Alcobaça.
São Bernardo (Bernardo de Claraval) foi escolhido como orago (padroeiro) da vila. Por isso, nos documentos do século XIX, Alcobaça é referida como "Vila de São Bernardo de Alcobaça".
Diz uma lenda (não comprovada) que os primeiros moradores da Alcobaça brasileira eram oriundos da Alcobaça portuguesa. Até o século XIX a cidade foi ocupada por grandes senhores de escravos, sendo que uma das senzalas ainda está de pé no centro da cidade.
Em 20 de julho de 1896 a vila de Alcobaça foi erguida à condição de cidade.

## Arquitetura e patrimônio histórico

### Igreja Matriz de São Bernardo
Um dos cartões postais de Alcobaça, a Igreja Matriz de São Bernardo está situada na cabeceira da Praça Padre José Porphirio, em cujo centro foi colocada há cerca de 30 anos uma estátua de Cristo. A igreja domina a paisagem da cidade, devido a suas grandes proporções. Do alto de suas torres tem-se ampla visão da cidade.
A Igreja Matriz de São Bernardo originalmente era situada próxima ao rio Itanhém e permaneceu bastante modesta durante todo o seu primeiro século de existência. Nos anos 1860, o padre José Porphirio da Silva, que foi vigário de Alcobaça a partir de 29 de outubro de 1868, empreendeu esforços para a construção de uma nova igreja matriz, cujo prédio é a existente hoje. Infelizmente, o padre faleceu em 21 de janeiro de 1873, com a idade jovem de 32 anos, sendo que a construção da igreja somente foi concluída depois de 1887 (quinze anos depois de sua morte).

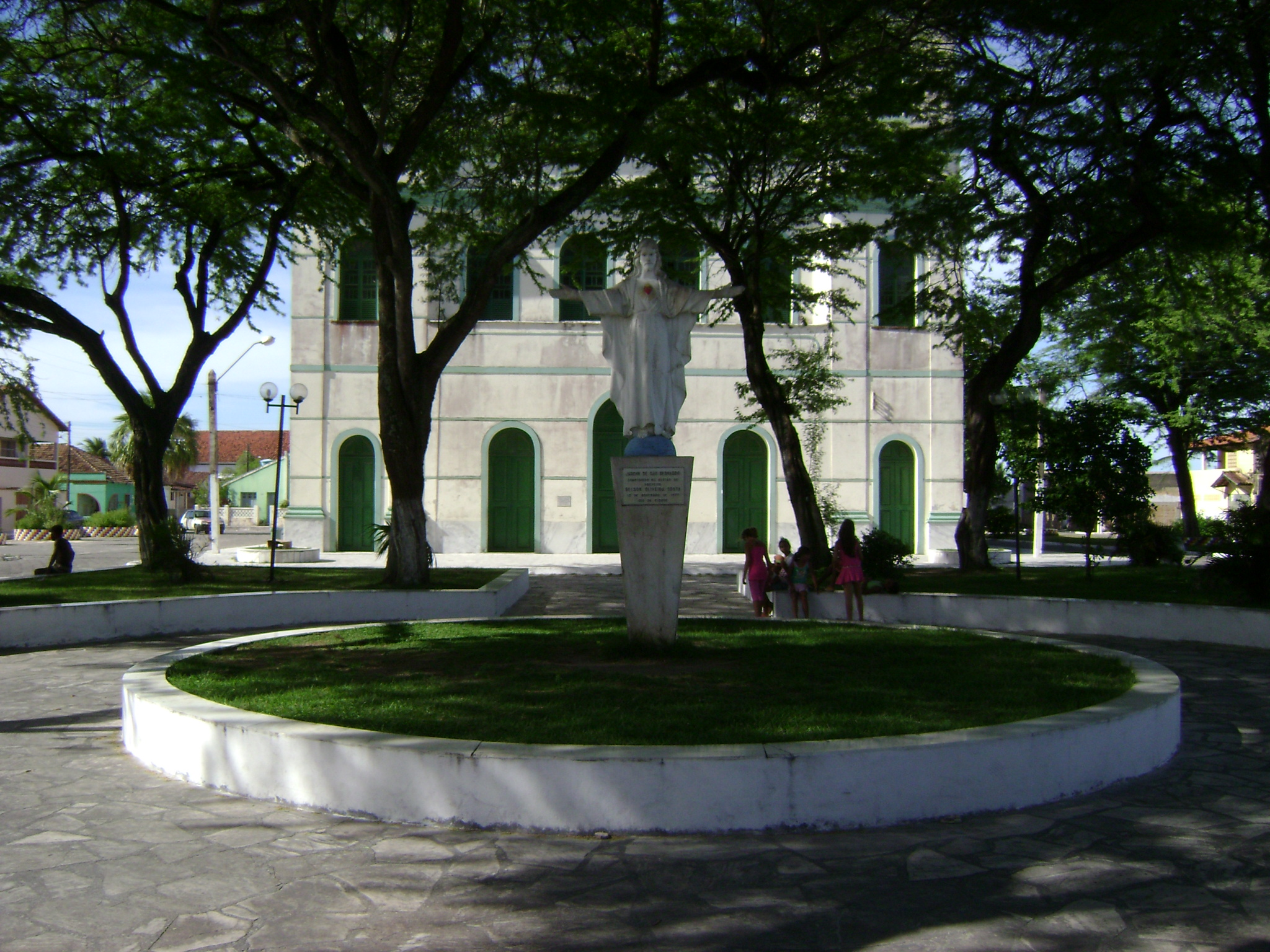
Igreja Matriz de São Bernardo, na Praça Padre José Porfírio

### Cacimba do Conselho
A Cacimba do Conselho, situada sobre a calçada de uma larga avenida no trecho entre as ruas Joaquim Muniz e Pedro Muniz (desembocando na Praça Padre José Porfírio) é uma histórica fonte de água da cidade.
A cacimba provavelmente tem origem em uma fonte da segunda metade do século XVIII, que teria salvado a população de uma estiagem naquela época. Mas a construção que a envolve é provavelmente, devido a suas características tipológicas, oriunda do final do século XIX.
A cacimba originalmente se abria para a antiga Praça do Conselho (daí o nome "Cacimba do Conselho" - concelho, com "c" é a designação tradicional para município, usada no Brasil antes da adoção do sistema de prefeituras e amplamente usada ainda hoje em Portugal). A Praça do Conselho foi destruída quando foi aberta a avenida.
A construção que envolve a cacimba tem planta octogonal, recoberta por cúpula apontada. Em cima, no centro, situa-se uma estatueta que alguns habitantes locais chamam de "santinha" mas que na verdade representa a estação do inverno. As paredes são revestidas de azulejos, decorados com motivos geométricos. Quatro arcos ogivais dão acesso ao poço.
O poço foi fechado por volta de 1973, por influência de Irmã Rafaela, da Ordem de São José. O motivo era que a cidade já tinha abastecimento de água, e a água do poço não atendia mais as normas sanitárias. Pouco mais tarde, por volta de 1980, o monumento teve os seus quatro vãos de acesso vedados por grades de ferro, por iniciativa de Kalid Helal, então proprietário da casa próxima que também mandou cimentar o piso do monumento.

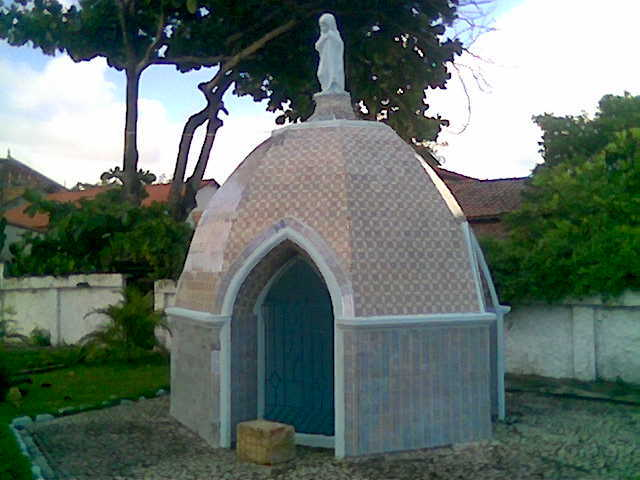
Cacimba do Conselho

## Transporte
Alcobaça conseguiu, em um período de tempo em torno de 30 anos, ganhar rodovias pavimentadas (e ruas municipais calçadas), e um sistema de transporte público, assim como um terminal rodoviário. Nesse mesmo período de tempo, houve o revés de perder a ponte sobre o rio Itanhém que ligava a cidade à Caravelas.

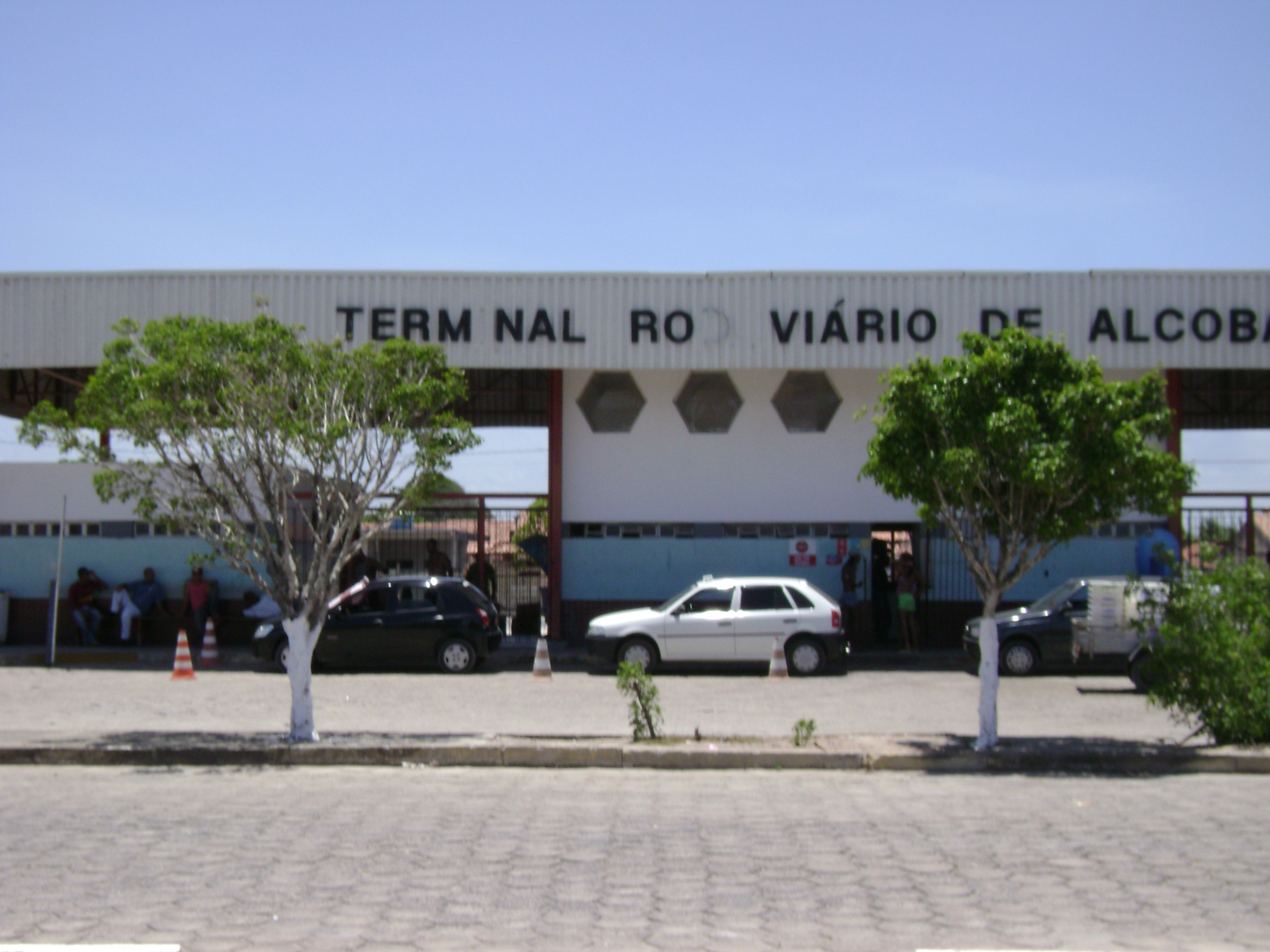
Terminal Rodoviário de Alcobaça

### Acesso ao município
O acesso ao município se dá, para quem vem de longe, pela BR-101, até se chegar ao município de Teixeira de Freitas. De lá o viajante torna diretamente à leste pela BA-290.
Outro caminho se dá indo para Caravelas pela BR-418, e a seguir tornar ao norte pela BA-001, sendo esse percurso o mais antigo. Até o verão de 1982 existia uma ponte no final desse percurso (inaugurada em 15 de março de 1970).